# Careproctus ampliceps
Careproctus ampliceps är en fiskart som beskrevs av Anatoly Petrovich Andriashev och Stein, 1998. Careproctus ampliceps ingår i släktet Careproctus och familjen Liparidae. Inga underarter finns listade.